# Dokležovje
Dokležovje (mađarski: Murahely, prekomurski: Dekležovje, njemački: Neufellsdorf), naselje u slovenskoj Općini Beltincu. Dokležovje se nalazi u pokrajini Prekmurju i statističkoj regiji Pomurju. 

## Stanovništvo
Prema popisu stanovništva iz 2002. godine naselje je imalo 960 stanovnika.